# Sphex permagnus
Sphex permagnus là một loài côn trùng cánh màng trong họ Sphecidae, thuộc chi Sphex. Loài này được Willink miêu tả khoa học đầu tiên năm 1951.